# Adilophontes brachykolos
Az Adilophontes brachykolos az emlősök (Mammalia) osztályának ragadozók (Carnivora) rendjébe, ezen belül a fosszilis medvekutyafélék (Amphicyonidae) családjába és a Daphoeninae alcsaládjába tartozó faj.
Az eddigi felfedezések szerint, nemének az egyetlen faja.

## Tudnivalók
Az Adilophontes brachykolos Észak-Amerika területén fordult elő, a késő oligocén és a kora miocén korszakok idején, vagyis 24,8-20,6 millió évvel ezelőtt. Maradványait a wyomingi Goshen és Platte megyékben találták meg.
Ezt az állatot 2002-ben, Hunt írta le és nevezte meg, illetve a medvekutyafélék családján belül besorolta a Daphoeninae alcsaládba.
1988-ban, Legendre és Roth őslénykutatók 68,6 kilogrammos testtömegűnek becsültek egy példányt miután azt alaposan megvizsgálták.

## Fordítás
- Ez a szócikk részben vagy egészben  az   Adilophontes című angol Wikipédia-szócikk ezen változatának fordításán alapul.  Az eredeti cikk szerkesztőit annak laptörténete sorolja fel. Ez a jelzés csupán a megfogalmazás eredetét és a szerzői jogokat jelzi, nem szolgál a cikkben szereplő információk forrásmegjelöléseként.